# Lynyrd Skynyrd 1991
Lynyrd Skynyrd 1991 é o sexto álbum da banda americana Lynyrd Skynyrd.

## Faixas
1. "Smokestack Lightning" (Todd Cerney, Ed King, Gary Rossington, Johnny Van Zant) - 4:28
2. "Keeping the Faith" (King, Rossington, D. Tate, J. Van Zant) - 5:18
3. "Southern Women" (King, Dale Krantz-Rossington, Rossington, J. Van Zant) - 4:16
4. "Pure & Simple" (King, Michael Lunn, J. Van Zant, Robert White Johnson) - 3:09
5. "I've Seen Enough" (Kurt Custer, Lunn, Rossington, J. Van Zant, White Johnson) - 4:22
6. "Good Thing" (Rossington, Donnie Van Zant, J. Van Zant) - 5:28
7. "Money Man" (King, J. Van Zant) - 3:46
8. "Backstreet Crawler" (Randall Hall, King, Rossington) - 5:31
9. "It's a Killer" (King, Rossington, D. Van Zant, J. Van Zant) - 3:54
10. "Mama (Afraid to Say Goodbye)" (King, Rossington, D. Van Zant, J. Van Zant) - 6:44
11. "End of the Road" (Cerney, King, Rossington, J. Van Zant) - 4:34

## Créditos
- Johnny Van Zant - vocal
- Gary Rossington - guitarra
- Ed King - guitarra
- Randall Hall - guitarra
- Leon Wilkeson - baixo
- Billy Powell - teclado, piano
- Artimus Pyle - bateria e percussão
- Kurt Custer - bateria